# Agalmopolynema longisetosum
Agalmopolynema longisetosum är en stekelart som beskrevs av Fidalgo 1988. Agalmopolynema longisetosum ingår i släktet Agalmopolynema och familjen dvärgsteklar. Inga underarter finns listade i Catalogue of Life.